# Fußball-Weltmeisterschaft 1954/Qualifikation
Die Qualifikationsspiele für die Fußball-Weltmeisterschaft 1954 fanden vom 9. Mai 1953 bis zum 4. April 1954 statt. 36 Mannschaften – exklusive den bereits qualifizierten Teilnehmern Uruguay (Titelverteidiger) und Schweiz (Gastgeber) – hatten sich für die Qualifikation angemeldet, um die 14 Endrundenplätze auszuspielen.

## Übersicht

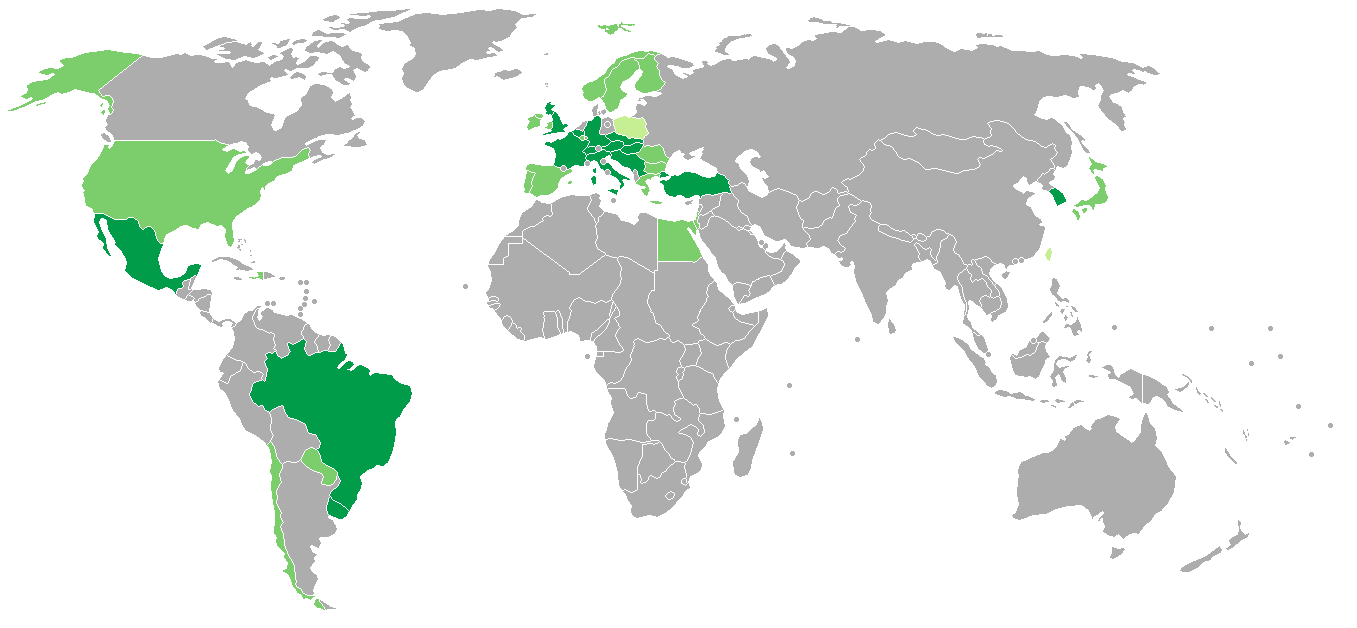
Teilnehmer der Qualifikation zur WM 1954

Für die Fußball-Weltmeisterschaft 1954 in der Schweiz hatten sich insgesamt 38 Mannschaften gemeldet, was einen neuen Teilnehmerrekord bedeutete. Darunter waren:
- 25 Mannschaften aus Europa
- 1 Mannschaft aus Afrika (Ägypten)
- 2 Mannschaften aus dem Nahen Osten (Türkei und Israel)
- 3 Mannschaften aus Ostasien
- 4 Mannschaften aus Südamerika
- 3 Mannschaften aus Nord- und Mittelamerika.

Aus Ozeanien meldete sich keine Mannschaft an. Da Titelverteidiger Uruguay und Ausrichter Schweiz direkt qualifiziert waren, standen für die verbleibenden 36 Mannschaften noch 14 freie Plätze zur Verfügung.
Erstmals durfte in der Qualifikation pro Mannschaft ein Spieler vor der Pause wegen Verletzung ausgetauscht werden. Davon machte z. B. die deutsche Mannschaft am 19. August 1953 beim Spiel in Norwegen Gebrauch als Alfred Pfaff in der 42. Minute für Richard Gottinger eingewechselt wurde. Für die Endrunde in der Schweiz verbot die FIFA diese Regel wieder.
Die 16 WM-Endrundenplätze wurden wie folgt verteilt:
| Titelverteidiger:                       | Uruguay          |             | Gastgeber: | Schweiz    |
| 11 an Europa mit Vorderasien und Afrika | BR Deutschland   | Belgien     | England    | Schottland |
|                                         | Frankreich       | Österreich  | Türkei     | Ungarn     |
|                                         | Tschechoslowakei | Jugoslawien | Italien    |            |
| 1 an Südamerika                         | Brasilien        |             |            |            |
| 1 an Nord- und Mittelamerika            | Mexiko           |             |            |            |
| 1 an Ostasien                           | Südkorea         |             |            |            |

Aufgrund des Rückzugs zweier Mannschaften (Polen und Taiwan) nahmen insgesamt 34 Nationen an den Qualifikationsspielen teil.

## Europa / Afrika / Vorderasien
Die 24 europäischen Mannschaften sowie das einzige Team aus Afrika (Ägypten) und die beiden einzigen Teams aus Vorderasien (Türkei und Israel) wurden auf insgesamt 10 Gruppen aufgeteilt, darunter eine Vierer-, fünf Dreier- und vier Zweiergruppen. Dänemark, die Niederlande und Island hatten sich nicht rechtzeitig beworben und wurden daher von der FIFA nicht zugelassen. Die Gruppen wurden vornehmlich geographisch zusammengestellt. Die vier britischen Mannschaften spielten in der Vierergruppe, da das Turnier gleichzeitig als British Home Championship galt. Aus dieser Gruppe qualifizierten sich der Gruppensieger und der Gruppenzweite für die WM 1954. Aus den übrigen neun Gruppen qualifizierten sich nur die Gruppensieger bzw. die Sieger der K.-o.-Runde für die Weltmeisterschaft. Ohne Qualifikation kam noch Gastgeber Schweiz hinzu. Somit stellte Europa zusammen mit dem Nahen Osten und Afrika insgesamt 12 der 16 Endrundenteilnehmer der WM in der Schweiz.

### Gruppe 1
| Pl. | Land           | Sp. | S | U | N | Tore    | Diff. | Punkte |
| --- | -------------- | --- | - | - | - | ------- | ----- | ------ |
| 1.  | BR Deutschland | 4   | 3 | 1 | 0 | 012:300 | +9    | 07:10  |
| 2.  | Saarland       | 4   | 1 | 1 | 2 | 004:800 | −4    | 03:50  |
| 3.  | Norwegen       | 4   | 0 | 2 | 2 | 004:900 | −5    | 02:60  |

Spielergebnisse:
| 24.06.1953 | Oslo      | Norwegen       | – | Saarland       | 2:3 (2:2) |
| 19.08.1953 | Oslo      | Norwegen       | – | BR Deutschland | 1:1 (1:1) |
| 11.10.1953 | Stuttgart | BR Deutschland | – | Saarland       | 3:0 (1:0) |

### Gruppe 2
| Pl. | Land     | Sp. | S | U | N | Tore    | Diff. | Punkte |
| --- | -------- | --- | - | - | - | ------- | ----- | ------ |
| 1.  | Belgien  | 4   | 3 | 1 | 0 | 011:600 | +5    | 07:10  |
| 2.  | Schweden | 4   | 1 | 1 | 2 | 009:800 | +1    | 03:50  |
| 3.  | Finnland | 4   | 0 | 2 | 2 | 007:130 | −6    | 02:60  |

Spielergebnisse:
| 25.05.1953 | Helsinki  | Finnland | – | Belgien  | 2:4 (0:3) |
| 28.05.1953 | Stockholm | Schweden | – | Belgien  | 2:3 (2:3) |
| 05.08.1953 | Helsinki  | Finnland | – | Schweden | 3:3 (0:2) |

### Gruppe 3
In dieser Gruppe nahmen ausschließlich britische Mannschaften teil, da dieses Turnier gleichzeitig als British Home Championship (Britische Meisterschaft) ausgetragen wurde.
| Pl. | Land       | Sp. | S | U | N | Tore    | Diff. | Punkte |
| --- | ---------- | --- | - | - | - | ------- | ----- | ------ |
| 1.  | England    | 3   | 3 | 0 | 0 | 011:400 | +7    | 06:0   |
| 2.  | Schottland | 3   | 1 | 1 | 1 | 008:800 | ±0    | 03:30  |
| 3.  | Nordirland | 3   | 1 | 0 | 2 | 004:700 | −3    | 02:40  |
| 4.  | Wales      | 3   | 0 | 1 | 2 | 005:900 | −4    | 01:50  |

Spielergebnisse:
| 03.10.1953 | Belfast | Nordirland | – | Schottland | 1:3 (0:0) |
| 10.10.1953 | Cardiff | Wales      | – | England    | 1:4 (1:1) |
| 04.11.1953 | Glasgow | Schottland | – | Wales      | 3:3 (2:0) |

### Gruppe 4
| Pl. | Land       | Sp. | S | U | N | Tore    | Diff. | Punkte |
| --- | ---------- | --- | - | - | - | ------- | ----- | ------ |
| 1.  | Frankreich | 4   | 4 | 0 | 0 | 020:400 | +16   | 08:0   |
| 2.  | Irland     | 4   | 2 | 0 | 2 | 008:600 | +2    | 04:40  |
| 3.  | Luxemburg  | 4   | 0 | 0 | 4 | 001:190 | −18   | 0:80   |

Spielergebnisse:
| 20.09.1953 | Luxemburg | Luxemburg | – | Frankreich | 1:6 (1:4) |
| 04.10.1953 | Dublin    | Irland    | – | Frankreich | 3:5 (0:2) |
| 28.10.1953 | Dublin    | Irland    | – | Luxemburg  | 4:0 (1:0) |

### Gruppe 5
Spielergebnisse:
| 27.09.1953 | Wien     | Österreich | – | Portugal   | 9:1 (4:0) |
| 29.11.1953 | Lissabon | Portugal   | – | Österreich | 0:0       |

### Gruppe 6
Nachdem Spanien und die Türkei ihre Heimspiele gewonnen hatten, trafen beide Mannschaften auf neutralem Boden in einem Entscheidungsspiel aufeinander. Nachdem dieses auch nach Verlängerung nicht entschieden worden war, wurde die türkische Mannschaft per Losentscheid zum Sieger ernannt.
Spielergebnisse:
| 16.01.1954 | Madrid   | Spanien | – | Türkei  | 4:1 (1:1)            |
| 14.03.1954 | Istanbul | Türkei  | – | Spanien | 1:0 (1:0)            |
| 17.03.1954 | Rom      | Spanien | – | Türkei  | 2:2 n. V. (2:2, 1:1) |

### Gruppe 7
Spielergebnisse:
|  |  | Ungarn | – | Polen |  | Polen verzichtete |

### Gruppe 8
| Pl. | Land             | Sp. | S | U | N | Tore    | Diff. | Punkte |
| --- | ---------------- | --- | - | - | - | ------- | ----- | ------ |
| 1.  | Tschechoslowakei | 4   | 3 | 1 | 0 | 005:100 | +4    | 07:10  |
| 2.  | Rumänien         | 4   | 2 | 0 | 2 | 005:500 | ±0    | 04:40  |
| 3.  | Bulgarien        | 4   | 0 | 1 | 3 | 003:700 | −4    | 01:70  |

Spielergebnisse:
| 14.06.1953 | Prag     | Tschechoslowakei | – | Rumänien         | 2:0 (0:0) |
| 28.06.1953 | Bukarest | Rumänien         | – | Bulgarien        | 3:1 (2:0) |
| 06.09.1953 | Sofia    | Bulgarien        | – | Tschechoslowakei | 1:2 (0:2) |

### Gruppe 9
Spielergebnisse:
| 13.11.1953 | Kairo   | Ägypten | – | Italien | 1:2 (1:0) |
| 24.01.1954 | Mailand | Italien | – | Ägypten | 5:1 (1:1) |

### Gruppe 10
| Pl. | Land         | Sp. | S | U | N | Tore    | Diff. | Punkte |
| --- | ------------ | --- | - | - | - | ------- | ----- | ------ |
| 1.  | Jugoslawien  | 4   | 4 | 0 | 0 | 004:000 | +4    | 08:0   |
| 2.  | Griechenland | 4   | 2 | 0 | 2 | 003:200 | +1    | 04:40  |
| 3.  | Israel       | 4   | 0 | 0 | 4 | 000:500 | −5    | 0:80   |

Spielergebnisse:
| 09.05.1953 | Belgrad | Jugoslawien  | – | Griechenland | 1:0 (1:0) |
| 01.11.1953 | Athen   | Griechenland | – | Israel       | 1:0 (0:0) |
| 08.11.1953 | Skopje  | Jugoslawien  | – | Israel       | 1:0 (1:0) |

## Südamerika /CONMEBOL
Die drei Teams, die sich rechtzeitig angemeldet hatten, spielten in einer Gruppe mit Hin- und Rückspiel, aus der sich der Gruppensieger für die Weltmeisterschaft 1954 in der Schweiz qualifizierte.  Bolivien, Peru und Venezuela hatten ihre Anmeldung zu spät eingereicht und wurden daher nicht zugelassen. Hinzu kam noch der Titelverteidiger Uruguay, der automatisch qualifiziert war.

### Gruppe 11
| Pl. | Land      | Sp. | S | U | N | Tore    | Diff. | Punkte |
| --- | --------- | --- | - | - | - | ------- | ----- | ------ |
| 1.  | Brasilien | 4   | 4 | 0 | 0 | 008:100 | +7    | 08:0   |
| 2.  | Paraguay  | 4   | 2 | 0 | 2 | 008:600 | +2    | 04:40  |
| 3.  | Chile     | 4   | 0 | 0 | 4 | 001:100 | −9    | 0:80   |

Spielergebnisse:
| 14.02.1954 | Asunción          | Paraguay | – | Chile     | 4:0 (1:0) |
| 21.02.1954 | Santiago de Chile | Chile    | – | Paraguay  | 1:3 (1:1) |
| 28.02.1954 | Santiago de Chile | Chile    | – | Brasilien | 0:2 (0:1) |

## Nord- und Mittelamerika /CCCFundNAFC
Auch hier spielten die drei Mannschaften in einer Gruppe mit Hin- und Rückspiel. Der Gruppensieger qualifizierte sich für die WM-Endrunde. Costa Rica und Kuba hatten ihre Anmeldung zu spät eingereicht und wurden daher nicht zugelassen. Die USA verzichteten aus wirtschaftlichen Gründen auf ihr Heimrecht.

### Gruppe 12
| Pl. | Land   | Sp. | S | U | N | Tore    | Diff. | Punkte |
| --- | ------ | --- | - | - | - | ------- | ----- | ------ |
| 1.  | Mexiko | 4   | 4 | 0 | 0 | 019:100 | +18   | 08:0   |
| 2.  | USA    | 4   | 2 | 0 | 2 | 007:900 | −2    | 04:40  |
| 3.  | Haiti  | 4   | 0 | 0 | 4 | 002:180 | −16   | 0:80   |

Spielergebnisse:
| 19.07.1953 | Mexiko-Stadt   | Mexiko | – | Haiti  | 8:0 (5:0) |
| 27.12.1953 | Port-au-Prince | Haiti  | – | Mexiko | 0:4 (0:2) |
| 10.01.1954 | Mexiko-Stadt   | USA    | – | Mexiko | 0:4 (0:2) |

## Ostasien
Indien, Iran und Südvietnam hatten ihre Anmeldung zu spät eingereicht und wurden nicht zugelassen. Noch vor Beginn der Qualifikation zogen der taiwanesische Fußballverband und die Volksrepublik China ihre Meldungen wegen politischer Spannungen zurück. Daraufhin traten die verbliebenen Mannschaften von Südkorea und Japan zweimal auf japanischem Boden gegeneinander an. Südkorea konnte sich letztendlich durchsetzen und qualifizierte sich somit für die WM-Endrunde in der Schweiz.

### Gruppe 13
Spielergebnisse:
| 07.03.1954 | Tokio | Japan | – | Südkorea | 1:5 (1:2) |
| 14.03.1954 | Tokio | Japan | – | Südkorea | 2:2 (1:2) |